# 查尔斯·鲍威尔
查尔斯·鲍威尔（Charles Powell, Baron Powell of Bayswater，1941年7月6日—）英国人，英国外交官、政治家、商人。

## 生平
鲍威尔先后在坎特伯雷座堂唱诗班学校、国王学校、牛津大学新学院接受教育，1963年毕业于牛津大学新学院并获现代历史学士学位。
1963年，加入英国外交部。首个职位是1965年担任英国驻芬兰大使馆三等秘书，后晋升为该大使馆二等秘书。1968年回到伦敦，在英国外交及联邦事务部度过三年。1971年，任英国驻美国大使馆一等秘书，并成为大使的私人秘书。1974年调到波恩在英国驻联邦德国大使馆工作，1980年调到布鲁塞尔任英国驻欧盟常任代表的顾问。后来，他被借调到唐宁街十号，担任英国首相撒切尔夫人的私人秘书（1983年至1990年），随后担任英国首相约翰·梅杰的私人秘书（1990至1991年）。 在为撒切尔夫人工作期间，他成为她最值得信赖的外交政策助手之一，并帮助安排了富有争议的同沙特阿拉伯之间的亚玛玛军火交易。他还参与了中英两国有关香港回归问题的谈判事务，曾陪同撒切尔夫人在1982年访华就香港问题同邓小平会谈、1984年再度访华签署关于香港问题的《中英联合声明》。
自1992年以来，他一直是国际商人。他利用在政府任职期间取得的经验，接手了几个董事和顾问职位。他是天箭座资产管理有限公司（Sagitta Asset Management Limited）和路易威登英国有限公司的董事长。他还曾担任富艺斯董事长兼怡和控股有限公司高级总监。他还担任卡特彼勒公司、路易威登集团、文华东方国际有限公司、迅达控股有限公司、蒂夫克公司、德事隆公司和耶尔集团公司、地中海航运公司等公司的董事。他也是亨利·杰克逊协会的签约者。在军火行业，他担任过以下职位：罗尔斯·罗伊斯股份有限公司、塔莱斯集团、英国宇航系统和德事隆的顾问。
2000年，他被封为终身贵族（勋爵）。2010年代，他是英国上议院中立议员、英国宪法特别委员会成员，牛津大学赛德商学院托管理事会主席。他还兼任复旦大学管理学院首届国际顾问委员会委员等职务。2014年10月，英国上议院议员查尔斯·鲍威尔在接受英国广播公司采访时表示，香港的自治程度远超当年英方治理香港时期以及当年英方就香港问题同中国谈判时的预期，香港参加占中行动的抗议者“不切实际”。